# Leptoconops flaviventris
Leptoconops flaviventris är en tvåvingeart som beskrevs av Jean-Jacques Kieffer 1918. Leptoconops flaviventris ingår i släktet Leptoconops och familjen svidknott.
Artens utbredningsområde är Tunisien. Inga underarter finns listade i Catalogue of Life.